# Damián Kirkaldy
Damián Kirkaldy (21 maggio 1977) è un ex cestista panamense.

## Carriera
Con Panama ha disputato i Campionati americani del 1999.